# Bretagne Classic 2023
De 87e editie van de Bretagne Classic werd op zondag 3 september 2023 verreden in het noordwesten van Frankrijk, met start en finish in Plouay, in de regio Bretagne. Titelverdedigers was Wout van Aert. Hij werd opgevolgd door respectievelijk Valentin Madouas.

## Uitslag
| Bretagne Classic 2023 |                     |                   |          |
| Plaats                | Naam                | Ploeg             | Tijd     |
| Winnaar               | Valentin Madouas    | Groupama-FDJ      | 6u15'22" |
| 2                     | Mathieu Burgaudeau  | TotalEnergies     | z.t.     |
| 3                     | Felix Großschartner | UAE Team Emirates | z.t.     |
| 4                     | Stefan Küng         | Groupama-FDJ      | + 1"     |
| 5                     | Jasper De Buyst     | Lotto-Dstny       | + 17"    |
| 6                     | Marc Hirschi        | UAE Team Emirates | z.t.     |
| 7                     | Tiesj Benoot        | Jumbo-Visma       | z.t.     |
| 8                     | Frederik Wandahl    | BORA-hansgrohe    | z.t.     |
| 9                     | Elia Viviani        | INEOS Grenadiers  | + 35"    |
| 10                    | Sandy Dujardin      | TotalEnergies     | z.t.     |
|                       |                     |                   |          |
| 17                    | Tim van Dijke       | Jumbo-Visma       | + 35"    |

Bretagne Classic: 1931 · 1932 · 1933 · 1934 · 1935 · 1936 · 1937 · 1938 · 1939 - 1944 · 1945 · 1946 · 1947 · 1948 · 1949 · 1950 · 1951 · 1952 · 1953 · 1954 · 1955 · 1956 · 1957 · 1958 · 1959 · 1960 · 1961 · 1962 · 1963 · 1964 · 1965 · 1966 · 1967 · 1968 · 1969 · 1970 · 1971 · 1972 · 1973 · 1974 · 1975 · 1976 · 1977 · 1978 · 1979 · 1980 · 1981 · 1982 · 1983 · 1984 · 1985 · 1986 · 1987 · 1988 · 1989 · 1990 · 1991 · 1992 · 1993 · 1994 · 1995 · 1996 · 1997 · 1998 · 1999 · 2000 · 2001 · 2002 · 2003 · 2004 · 2005 · 2006 · 2007 · 2008 · 2009 · 2010 · 2011 · 2012 · 2013 · 2014 · 2015 · 2016 · 2017 · 2018 · 2019 · 2020 · 2021 · 2022 · 2023 · 2024
Classic Lorient Agglomération: 1999 · 2000 · 2001 · 2002 · 2003 · 2004 · 2005 · 2006 · 2007 · 2008 · 2009 · 2010 · 2011 · 2012 · 2013 · 2014 · 2015 · 2016 · 2017 · 2018 · 2019 · 2020 · 2021 · 2022 · 2023 · 2024
Tour Down Under ·
Great Ocean Road Race ·
Ronde van de Verenigde Arabische Emiraten ·
Omloop Het Nieuwsblad ·
Strade Bianche ·
Parijs-Nice · 
Tirreno-Adriatico · 
Milaan-San Remo ·
Ronde van Catalonië ·
Classic Brugge-De Panne ·
E3 Saxo Bank Classic ·
Gent-Wevelgem ·
Dwars door Vlaanderen ·
Ronde van Vlaanderen ·
Ronde van het Baskenland ·
Parijs-Roubaix ·
Amstel Gold Race ·
Waalse Pijl ·
Luik-Bastenaken-Luik ·
Ronde van Romandië ·
Eschborn-Frankfurt ·
Ronde van Italië ·
Critérium du Dauphiné ·
Ronde van Zwitserland ·
Ronde van Frankrijk ·
Clásica San Sebastián ·
Ronde van Polen ·
BEMER Cyclassics ·
Renewi Tour ·
Ronde van Spanje ·
Bretagne Classic ·
GP van Quebec ·
GP van Montréal ·
Ronde van Lombardije ·
Ronde van Guangxi